# Silent Jealousy
「Silent Jealousy」（サイレント・ジェラシー）は、日本のロックバンド・X（後のX JAPAN）が1991年9月11日にリリースした6作目のシングル。

## 解説
Xはこの叙情的メロディの曲「Silent Jealousy」をメロスピの開祖ハロウィンの代表曲「Eagle Fly Free」から3年後に打って出た。Xの3作目のアルバム『Jealousy』（1991年）から最初のリカット・シングル。この年にXが初出場した『第42回NHK紅白歌合戦』でも演奏された。
イントロリフの力強いリズムは祭りに心を躍らせる日本人らしい感性のリズムであり、YOSHIKIはこの自身の原始的感性から来る叫びを芸術に昇華させた。サビの開始4小節の美しい叙情は、ベートーヴェンの3大ピアノソナタ「悲愴」第2楽章のようにシンプルな旋律で心に届き、聞き手の心は強いエネルギーに動かされる。間奏にベースソロパートがある。この曲は躍動感のあるベースが重要な役割を果たし、ベースは補助的な存在という考え方を覆す曲である。
歌詞は日本語/英語の間で韻を踏んでいる箇所がある。
2007年の復活後に行われた『めざましテレビ』によるアンケートの得票数で1位を獲得したほか、ファンの得票数で収録曲が決まるベスト・アルバム『FAN'S SELECTION』の投票数で「紅」に次いで2位となったほどファンの間で人気の曲だが、バンド名がX JAPANと改名された後は1993年12月30日（LIVE RETURNS）の東京ドーム公演での演奏を最後に長い間演奏されることがなかった。しかしながら、2008年3月28日に開催された『X JAPAN 攻撃再開 2008 I.V. 〜破滅に向かって〜』において15年ぶりに演奏され、これ以降は比較的頻繁に演奏されている。「Silent Jealousy」間奏ピアノソロでフレーズの一部をアレンジしている『白鳥の湖』がYOSHIKIのピアノソロコーナーで「Silent Jealousy」の曲順前後に演奏されることがある。
なお、解散までこの曲がセットリストからはずされた理由は、YOSHIKI曰く「あまりにも演奏が辛いため」。また、『X JAPAN RETURNS』ではアルバム『Jealousy』のブックレットにもあったように、TOSHIが喉を壊した影響で高音部が発声できなくなっていたと言う理由もある。
カップリングの「Sadistic Desire」は、1作目のアルバム『Vanishing Vision』に収録されていた曲のリメイク版である。また、このシングルから現在まで使われているバンドのロゴを採用している。

## カヴァー
オーストラリアのバンドロード（Lord）が2007年にリリースしたアルバム『アセンデンス』の日本盤ボーナス・トラックに、ゲストボーカルに日本のバンドVigilanteの丹羽英彰を迎え、日本語でカヴァーしたものを収録している。
数多くのYouTuberが同曲を演奏しているが、黒沢ダイスケ・むらたたむ、Mardelas、摩天楼オペラの苑などのアーティストも動画を上げている。
にゃんごすたーはYOSHIKIの目の前でドラム演奏をした。
また、フィンランドのメタルバンド、ソナタ・アークティカが来日公演の際に、この曲の「触り部分」を演奏した事がある。

## 影響
- 「カナダのX JAPAN大使」を自称する、プロレスラーのクリス・ジェリコは、特にこの曲を入場曲にしていたほど気に入っている[12]。

## 収録曲
| 全作詞: YOSHIKI、全編曲: X。 |                     |           |         |      |
| #                            | タイトル            | 作詞      | 作曲    | 時間 |
| 1.                           | 「Silent Jealousy」 | YOSHIKI   | YOSHIKI | 7:19 |
| 2.                           | 「Sadistic Desire」 | YOSHIKI   | HIDE    | 6:05 |
| 合計時間:                    | 合計時間:           | 合計時間: | 13:24   |      |

## パーソネル
| - 共同プロデューサー：     | 津田直士         |
| - ミキシング・エンジニア： | リッチ・ブリーン |

## 収録アルバム
#1
- Jealousy（スタジオアルバム、#2）
- X SINGLES（ベストアルバム、#7）
- STAR BOX（ベストアルバム、#10）
- X JAPAN BEST 〜FAN'S SELECTION〜（ベストアルバム、Disc1-#2）
- 『THE WORLD 〜X JAPAN 初の全世界ベスト〜』（ベストアルバム、Disc1－#1)

#2
- X SINGLES（ベストアルバム、#8）
- B.O.X 〜Best of X〜（ベストアルバム、#8）